# Klageänderung
Eine Klageänderung ist das Austauschen des Klageantrags oder des diesen begründenden Sachverhalts innerhalb desselben Prozesses, folglich eine Änderung des Streitgegenstands. Klageänderungen können im Zivilprozess oder im Verwaltungsprozess vorkommen. Im Strafprozess gibt es keine Klageänderung im eigentlichen Sinne; allerdings kann die Staatsanwaltschaft unter bestimmten Voraussetzungen eine Nachtragsanklage erheben (§ 266 StPO) oder nach Hinweis auf eine Änderung des rechtlichen Gesichtspunkts eine Verurteilung nach einem anderen Straftatbestand erfolgen (§ 265 StPO).

## Zivilprozessrecht

### Klageänderung vor Rechtshängigkeit
Vor Rechtshängigkeit ist eine Klageänderung immer zulässig. Die neue Klage muss den Anforderungen des § 253 ZPO entsprechen, nur sie wird dann anstelle der alten Klage zugestellt.

### Klageänderung nach Rechtshängigkeit
Nach Rechtshängigkeit ist eine Klageänderung nur unter bestimmten Voraussetzungen zulässig. Sie setzt regelmäßig voraus, dass der Prozessgegner der Klageänderung zustimmt, sich rügelos einlässt oder das Gericht sie – meist aus Gründen der Prozessökonomie – für sachdienlich hält, § 263 ZPO. Sachdienlichkeit liegt vor, wenn ein neuer Prozess vermieden wird, eine Beilegung des Rechtsstreits gefördert wird, der bisherige Prozessstoff weiter verwertet werden kann und die Verteidigung des Beklagten nicht unzumutbar erschwert. Ein Beispiel für eine Klageänderung ist nach h. M. der gewillkürte Parteiwechsel.
Als eine Änderung der Klage ist es gem. § 264 ZPO nicht anzusehen, wenn ohne Änderung des Klagegrundes
1. die tatsächlichen oder rechtlichen Anführungen ergänzt oder berichtigt werden;
2. der Klageantrag in der Hauptsache oder in Bezug auf Nebenforderungen erweitert oder beschränkt wird;
3. statt des ursprünglich geforderten Gegenstandes wegen einer später eingetretenen Veränderung ein anderer Gegenstand oder das Interesse gefordert wird.

Diese Fiktion führt folgerichtig dazu, dass die Voraussetzungen des § 263 ZPO (Einwilligung oder Sachdienlichkeit) nicht vorzuliegen brauchen.
Die unbeschränkte Zulässigkeit einer Modifizierung des Klageantrags gemäß § 264 Nr. 2 oder 3 ZPO auch in der Berufungsinstanz entspricht dem Zweck der Vorschrift, der die prozessökonomische und endgültige Erledigung des Rechtsstreits zwischen den Parteien fördern will.

#### Folgen der Unzulässigkeit
Die Zulässigkeit der Klageänderung ist im Hinblick auf die geänderte Klage eine Prozessvoraussetzung, sodass das Verfahren, wenn die Klageänderung unzulässig ist, durch Prozessurteil zu beenden ist. Hat der Kläger den ursprünglichen Klageantrag hilfsweise aufrechterhalten, so ist über diesen nach den allgemeinen Regeln zu entscheiden. Andernfalls ist über die ursprüngliche Klage zu entscheiden, sofern der Kläger dies begehrt. Andernfalls muss der Kläger die Klagerücknahme (§ 269 ZPO), den Verzicht (§ 306 ZPO)  oder die Erledigung (§ 91a ZPO) erklären.

#### Folgen der Zulässigkeit
Ist eine Klageänderung zulässig, ist umstritten, ob über den ursprünglichen Klageantrag zu entscheiden ist. Nach ganz herrschender Meinung ist über diesen grundsätzlich nicht mehr zu entscheiden. Die neue Klage trete anstelle der ursprünglichen Klage, ersetzt diese und beseitigt die ursprüngliche Rechtshängigkeit. Ausnahmsweise ist nach herrschender Meinung über die ursprüngliche Klage zu entscheiden, wenn eine Differenz zwischen den Anträgen besteht und dieser nicht zurückgenommen, ein Verzicht oder eine Erledigung erklärt wird. Nach der Gegenansicht sei nie über den ursprünglichen, sondern nur über den neuen Antrag zu entscheiden.
Eine Zulassung der Klageänderung kann vom Beklagten nicht angefochten werden (§ 268 ZPO), die Nichtzulassung der Klageänderung durch den Kläger hingegen schon (mit dem Endurteil, § 512 ZPO).

## Verwaltungsprozessrecht
Die Zulässigkeit der Klageänderung im Verwaltungsprozess bemisst sich nach § 91 VwGO, der ebenfalls auf die Zustimmung des Gegners oder die Feststellung der Sachdienlichkeit durch das Gericht abstellt.